# Тип 63 (легкий танк)
Type 63 (заводське позначення WZ-211) — китайський легкий плавучий танк 1960-х років. Створений на основі конструкції радянського плавучого танка ПТ-76, але з установленою на нього баштою танка Type 62 із 85-мм гарматою. Вироблявся серійно з 1963 року, неодноразово модернізовувався. Крім НВАК, поставлявся також союзникам Китаю.

## Історія створення
В середині 1950-х років в Китай було поставлено радянські плавучі танки ПТ-76, однак через певні недоліки їх не прийняли на озброєння НВАК. Тому на їх основі в Китаї вирішили розробити власний більш потужно озброєний плавучий танк. Цю роботу розпочали в 1958 році. Після виготовлення кількох прототипів і великої програми випробувань новий танк під шифром Type 63-1 (WZ-211) був запущений в серійне виробництво в 1963 році. Серійне виробництво тривало до кінця 1990-х років, коли його змінив у виробництві Type 63A. Всього виготовлено близько 1550 танків різних модифікацій.

## Опис конструкції
У конструкції цієї машини використовуються складальні одиниці ПТ-76 і бронетранспортера Type 77 (китайський варіант радянського БТР-50ПК). Корпус зварений зі сталевих броньових листів. Бронезахист — протикульний, захищає екіпаж і механізми від куль калібру 7.62 мм. Він розділений на три відділення — бойове відділення в середині, моторно-трансмісійне в кормі і відділення управління попереду. Місце механіка-водія зміщене до лівого борту. Для спостереження за дорогою він використовує три призмові прилади, один з яких може замінюватися на водійський ПНБ.
Решта членів екіпажу розміщені в башті: командир танка і навідник зліва, а заряджаючий праворуч від гармати. Характерною особливістю башти є куполоподібний вентилятор, розташований на даху за люком командира.
Ходова частина танка (одного борта) складається з шести опорних котків (підтримуючих котків танк не має), провідного колеса заднього розташування і направляючого колеса переднього розташування. Гусениця танка сталева, зібрана з двохгребневих траків з відкритим металевим шарніром. Підвіска опорних котків — індивідуальна торсіонна. На плаву танк керується двома водометами розташованими в кормовій частині корпусу.
Танк розвиває максимальну швидкість при русі по шосе 64 км / год, на плаву 12 км / год. Запас ходу по паливу становить 370 км при місткості паливних баків 545 л. На кормі корпусу можуть встановлюватися додаткові баки. У моторно-трансмісійному відділенні встановлений 12-циліндровий дизель рідинного охолодження потужністю 400 к. с., який є дефорсованим варіантом двигуна танка Туре 59. Коробка передач проста механічна (п'ять швидкостей вперед і одна назад).

## Озброєння
Основним озброєнням є 85-мм нарізна гармата. З неї можна вести вогонь бронебійними, бронебійно-фугасними, кумулятивними, осколково-фугасними і димовими боєприпасами. Загальний боєкомплект гармати 47 пострілів. З гарматою спарений встановлений праворуч від неї 7,62-мм кулемет з боєкомплектом 1000 патронів.
Прилади прицілювання і спостереження оптичні, що не мають істотних відмінностей від приладів Type 59. Приводи наведення башти ручні і електричні, піднімний механізм гармати механічний. Кути наведення у вертикальній площині складають від -5 ° до + 18 ° На частині машин встановлювався лазерний далекомір китайського виробництва, подібний до того, що використовувався на основному танку «Тип 59». Біля люка заряджаючого розміщений 12,7-мм зенітний кулемет з боєкомплектом на 500 патронів.

## Модифікації
- «Тип 63-I» / WZ-211-1 (серійна модифікація з новим двигуном);

- «Тип 63-II» / WZ-211-2 (встановлений лазерний далекомір);

- «Тип 63A» / ZTZ-63A (105-мм гармата);

- «Тип 63HG» (дослідний танк на базі «Тип 63А» з поліпшеною плавучістю).

## Оператори

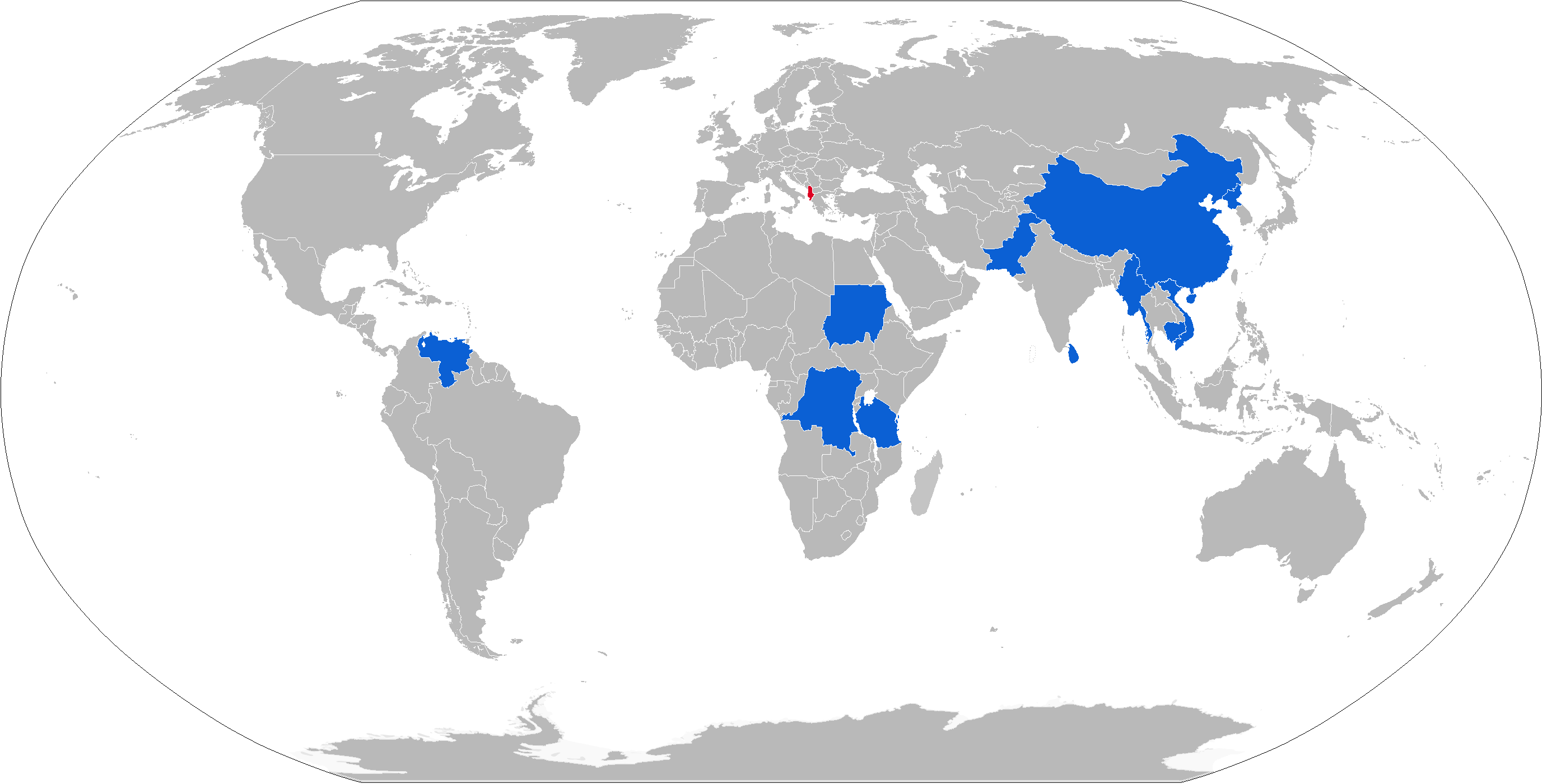
Карта країн операторів Type 63. Червоним позначено колишніх операторів, синім позначено ті країни, у яких танк стоїть на озброєнні дотепер.

- Карта країн операторів Type 63. Червоним позначено колишніх операторів, синім позначено ті країни, у яких танк стоїть на озброєнні дотепер. В'єтнам — понад 200 танків, станом на 2007 рік
- Камбоджа — 20 танків, станом на 2007 рік
- КНР: Народно-Визвольна Армія Китаю — близько 50 танків Type-63А
- Північна Корея — 100 танків, зняті з озброєння
- М'янма — 105 танків, з них боєздатними є приблизно 60, станом на 2007 рік
- Шрі-Ланка — близько 30 танків на 2010 рік
- Албанія — зняті з озброєння
- Республіка Конго — 8
- Венесуела — стоять на озброєнні Національної гвардії
- Пакистан — 50 танків придбаних у 1969 році
- Танзанія — 30 танків придбаних у 1976 році
- Судан — всього 50-100 танків на 2011 рік.